# Henry Ndukuba

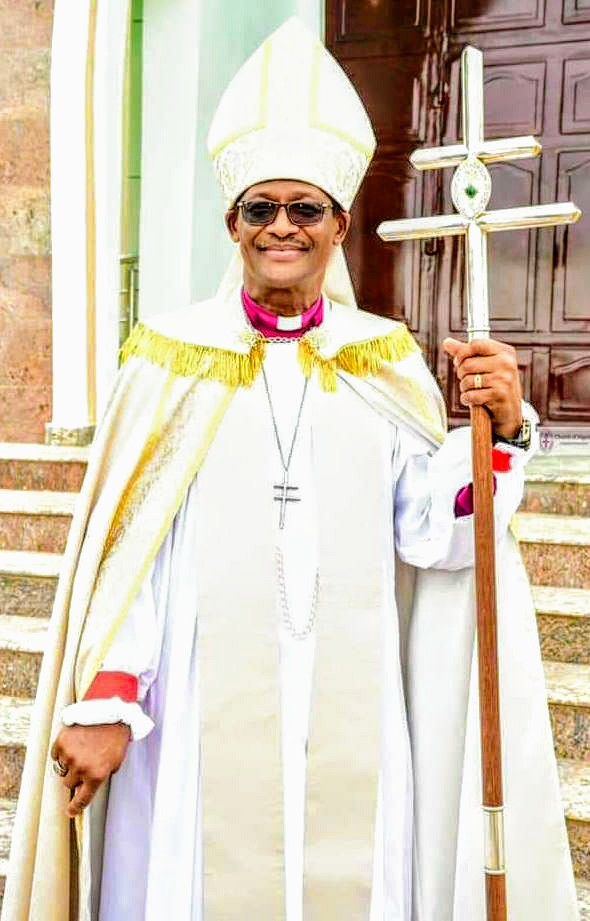
Henry Ndukuba (*1961), Primaat van Heel Nigeria, aartsbisschop van de Kerk van Nigeria

Henry Chukwudum Ndukuba (*18 juli 1961) is de Primaat van Heel Nigeria (hoofd van de Kerk van Nigeria, een anglicaans kerkgenootschap). Hij werd in september 2019 gekozen en in maart 2020 geïnstalleerd.

## Biografie
Ndukuba werd op 18 juli 1961 geboren in de deelstaat Anambra. Hij studeerde theologie aan het Theological College of Northern Nigeria, Bukuru, Plateau State (1980-1984). Hij behaalde er zijn Bachelor of Divinity-diploma in 1984. Hij studeerde vervolgens aan de Universiteit van Durham waar hij een Master in de dogmatiek haalde (1990). In 1996 studeerde hij ook af aan het Princeton Theological Seminary, Princeton (M.A.). In 1984 werd hij tot diaken gewijd en in 1985 volgde zijn priesterwijding. Hij was parochiepriester en docent, later (1999) rector, van het St. Francis of Assisi Theological college, Zaria. 
In 1989 werd hij kanunnik en in 1992 aartsdeken. Hij werd in 1999 tot bisschop gewijd van het nieuwe bisdom Gombe. In 2017 werd hij eveneens aartsbisschop van Jos. Na zijn verkiezing tot Primaat van Heel Nigeria in 2019 werd hij in 2020 aartsbisschop van Abuja. 
Ndukuba behoort tot de evangelische stroming binnen het anglicanisme en houdt er op ethisch gebied behoudende opvattingen op na. Zo heeft hij zich in het verleden negatief uitgelaten over homoseksualiteit. Aartsbisschop Justin Welby van de Kerk van Engeland heeft hem hiervoor berispt.
Henry Ndukuba geldt als een expert op het gebied van liturgie. Zo heeft hij meegewerkt aan een herziening van het Book of Common Prayer van de Kerk van Nigeria. Daarnaast is hij een vooraanstaand bijbels theoloog en veelgelezen publicist.